# Вэй (династия Тан)
Вэй-хуанхоу (Императрица Вэй) (664 — 21 июля 710) — китайская императрица времён династии Тан, фактическая правительница империи при императоре Чжун-цзуне.

## Биография

### Молодые годы
Происходила из рода провинциальной аристократии. Дочь Вэй Сюаньчжэня, ведавшего военными делами Пучжоуской области (часть современной провинции Сычуань), и женщины из рода Цуй. В юности переехала в столицу Чанъань, где вышла замуж за принца Ли Чжэ (будущего императора Чжун-цзуна).
После смерти в 683 году императора Гао-цзуна новым правителем империи был объявлен Чжун-цзун. Фактическую же власть приняла его мать, вдовствующая императрица У. Тогда в 684 году Вэй добилась для себя также титула императрицы и пыталась отстранить У от власти, чему противостоял главный министр Пэй Ян. Пытаясь сохранить власть, императрица У организовала мятеж, в результате которого Чжун-цзун был свергнут с трона. Вместо него новым императором стал Юйский князь, получивший тронное имя Жуй-цзун. Семья бывшей императрицы Вэй была сослана в Циньчжоускую область (часть современного Гуанси-Чжуанского автономного района), а её саму вместе с мужем отправили в Фанчжоускую область (на землях современной провинция Хубэй).
В 690 году императрица У свергла Жуй-цзуна и объявила себя правительницей империи, приняв имя У Цзэтянь. Все время её правления Вэй оставалась в изгнании. Восстановить свои позиции она смогла только после получения Чжун-цзуном власти в 705 году.

### Императрица
С этого момента она стала фактической правительницей империи при поддержке аристократа У Саньсы и дочери — принцессы Аньлэ. В 706 году она обвинила в измене и приказала казнить чиновников, пытавшихся лишить её власти. В 707 году она подавила попытку мятежа во главе с Ли Чунжунем. С этого момента власть императрицы Вэй стала на деле абсолютной.
В качестве фактической правительницы империи Вэй проводила политику примирения с соседями. Одновременно она способствовала развитию буддизма в стране, поддерживала строительство многочисленных буддийских монастырей. При этом в период её владычества сильно разрослась коррупция. Полученная власть не удовлетворяла императрицу Вэй, и она решила повторить поступок У Цзэтянь, то есть стать единственным официальным монархом. 3 июля 710 года она приказала отравить своего мужа — императора Чжун-цзуна, после чего стала готовиться к объявлению себя новым правителем империи. Однако 21 июля 710 года против неё неожиданно вспыхнуло восстание во главе с Ли Лунцзи (будущим императором Сюань-цзуном) и принцессой Тайпин. В результате императрица Вэй и её дочь — принцесса Аньлэ — были убиты.

## Семья
Муж — Чжун-цзун, император.
Дети:
- Ли Чунчжао (682—701), наследник трона Ли Чунжунь;
- Чанлинь (683-?), принцесса;
- Ли Гоэр (684—710), принцесса Аньлэ;
- Ли Сяньхуэй (685—701), принцесса Юонтай.